# Eustache Fontana
Eustache Fontana, OP (falecido em 1611) foi um prelado católico romano que serviu como bispo de Andros (1602–1611).

## Biografia
Eustache Fontana foi ordenado sacerdote na Ordem dos Pregadores. No dia 12 de agosto de 1602, foi nomeado bispo de Andros durante o papado de Clemente VIII. A 18 de agosto de 1602, foi consagrado bispo por Girolamo Bernerio, bispo de Ascoli Piceno, com Aurelio Novarini, bispo de San Marco, e Agostino Quinzio, bispo de Korčula, servindo como co-consagradores. Serviu como bispo de Andros até à sua morte em 1611.